# بیل لوئیس (بازیکن فوتبال، زاده ۱۹۲۱)
بیل لوئیس (انگلیسی: Bill Lewis; ۲۳ نوامبر ۱۹۲۱ – ۲۷ اوت ۱۹۹۸) بازیکن فوتبال بود.
از باشگاه‌هایی که در آن بازی کرده‌است می‌توان به باشگاه فوتبال نوریچ سیتی اشاره کرد.